# 曾昭旭
曾昭旭（1943年2月2日—），別號繼光，筆名明曦，台灣哲學學者，原籍廣東省大埔縣，《鵝湖月刊》創辦人之一。畢業於臺北市立建國高級中學、國立臺灣師範大學國文系，為國立臺灣師範大學國文系碩士、博士。曾任臺北市立建國高級中學教師，高雄師範學院國文系講師、副教授兼所長，國立中央大學中文系系主任，《教與學》雜誌編輯，《鵝湖月刊》主編，淡江大學中文系教授。
曾昭旭三歲時跟著母親四處逃難，七、八歲時從大陸逃到香港，並在九龍深水埗長沙書院（小學部）入讀小學，直至十二歲到了台灣。後來就讀建國中學完成六年學業，最初考上臺灣師大數學系，但考慮到當時臺灣省內沒有數學研究所，若想深造必須出國留學，家中經濟條件不夠，因此轉讀師大國文系。畢業且退伍後，回到師大唸研究所，在高明的指導下完成了碩士論文《俞曲園學記》，而在高明、林尹兩位教授的指導下，完成博士論文 《王船山及其學術》。但學位並不是他的人生目標，曾昭旭真正的興趣在兩性關係，特別是關於愛情的問題。曾昭旭先是經由唐君毅認識宋明理學，再從王船山處接上了新儒家。

## 心性學與愛情學
曾昭旭認為，愛情學應是儒學或心性學的最新一階段發展或形式。龔鵬程說：「以仁道之實踐而言，愛情關係其實才是位居最核心或最高階的型態。當然因於其四無依傍、獨立自證，所以也是最難以圓成的型態。」曾昭旭曾說：
儒家不是書齋的，因為這樣就沒有了時代感、新鮮感。當代心性內省遇到最重要的問題，就是兩性關係，特別是兩性關係中的愛情部分，所以我談兩性關係等於是最新的心性學的型態。孔子如果活在這個時代，也必然要談愛情問題，因為這是現代人最大的生命苦惱，你怎麼可能無動於衷？
曾昭旭與王邦雄同樣關心的是具體的生活哲學，同樣熱心於民間講學，為一「街頭哲學家」。特別是儒家從前不大談論的愛情，處理現代社會中青年男女及中年夫婦的感情問題，是傳統心性論的再開發。

## 國中作文
2013年，曾昭旭評論國中基測作文（題目「來不及」）中，許多人寫到祖父母過世，這是因為國中生生活經驗不足，才會去寫祖父母死掉。2015年，曾昭旭宣稱國中生在會考作文（題目「捨不得」）中寫到祖父母過世應該是虛構的，而且是在「『消費』阿公阿嬤」；相較之下，他認為自述弄丟手機的某篇文章才能得高分。

## 參看條目
- 國立台灣師範大學文學院

## 外部連結
- 曾昭旭的Facebook專頁
- 曾昭旭的爱情教室的Facebook專頁
- 曾昭旭最新發表文集 （页面存档备份，存于）（PChome 個人新聞台）
- 曾昭旭的個人資料 （页面存档备份，存于）（淡江大學中國文學學系）